# Fabio Bollini
Fabio Bollini (sinh ngày 19 tháng 9 năm 1983) là một hậu vệ bóng đá đến từ San Marino. Anh thi đấu cho S.S. Murata và San Marino.